# 弗丽达·汉斯多特
弗丽达·汉斯多特（瑞典語：Frida Hansdotter，1985年12月13日—），瑞典女子高山滑雪运动员。她曾代表瑞典参加2010年、2014年和2018年冬季奥林匹克运动会高山滑雪比赛，其中2018年奥运会获得一枚金牌。